# VDL Bus & Coach
VDL Bus & Coach — нидерландский производитель автобусов. Является объединением нескольких автобусных компаний в рамках VDL Groep. VDL Bus & Coach имеет свои производственные заводы в Бельгии и Нидерландах. К 2018 году компания выпустила 500 электробусов.

## История
VDL Bus & Coach является дочерней компанией VDL Groep, в состав которой входят следующие компании:
- Berkhof (1998 — настоящее время)[4]
- Bova (2003 — настоящее время)
- DAF (1993 — настоящее время)[5]
- Hainje (1998 — настоящее время)
- Jonckheere (1998 — настоящее время)
- Kusters (1998 — настоящее время)

## Продукция

### Автобусы
- Citea
- Futura
- Midcity
- Mistral

### Шасси
- SB180 — низкопольный автобус
- SB200 — низкопольный автобус
- SB230 — низкопольный автобус
- SBR230 — низкопольный автобус
- DB300 — двухэтажный автобус
- TB2175 — переднемоторный автобус
- TBR2175 — переднемоторный автобус
- SB4000 — междугородный/туристический автобус
- SBR4000 — туристический автобус

### На базе грузовых автомобилей
- MidCity
- MidEuro

### Модели, снятые с производства

#### Автобусы
- Lexio
- Magiq
- Synergy

#### Шасси
- B62
- B1100
- B1300
- B1500
- B1502
- B1600
- DB250
- MB200
- MB205
- MB210
- MB230
- MBG200
- MBG205
- SB120
- SB201
- SB210
- SB220
- SB225
- SBR235
- SB250
- SB260 — прародитель VDL Citea SLF
- SB1600
- SB1602
- SB1605
- SB2000
- SB2005
- SB2100
- SB2300
- SB2305
- SB2700
- SB2705
- SB2750
- SB3000
- SBG220
- SBR3000/SBR3015
- TB100
- TB102
- TB160
- TB163
- TB300
- TB2100
- TB2105

## Галерея

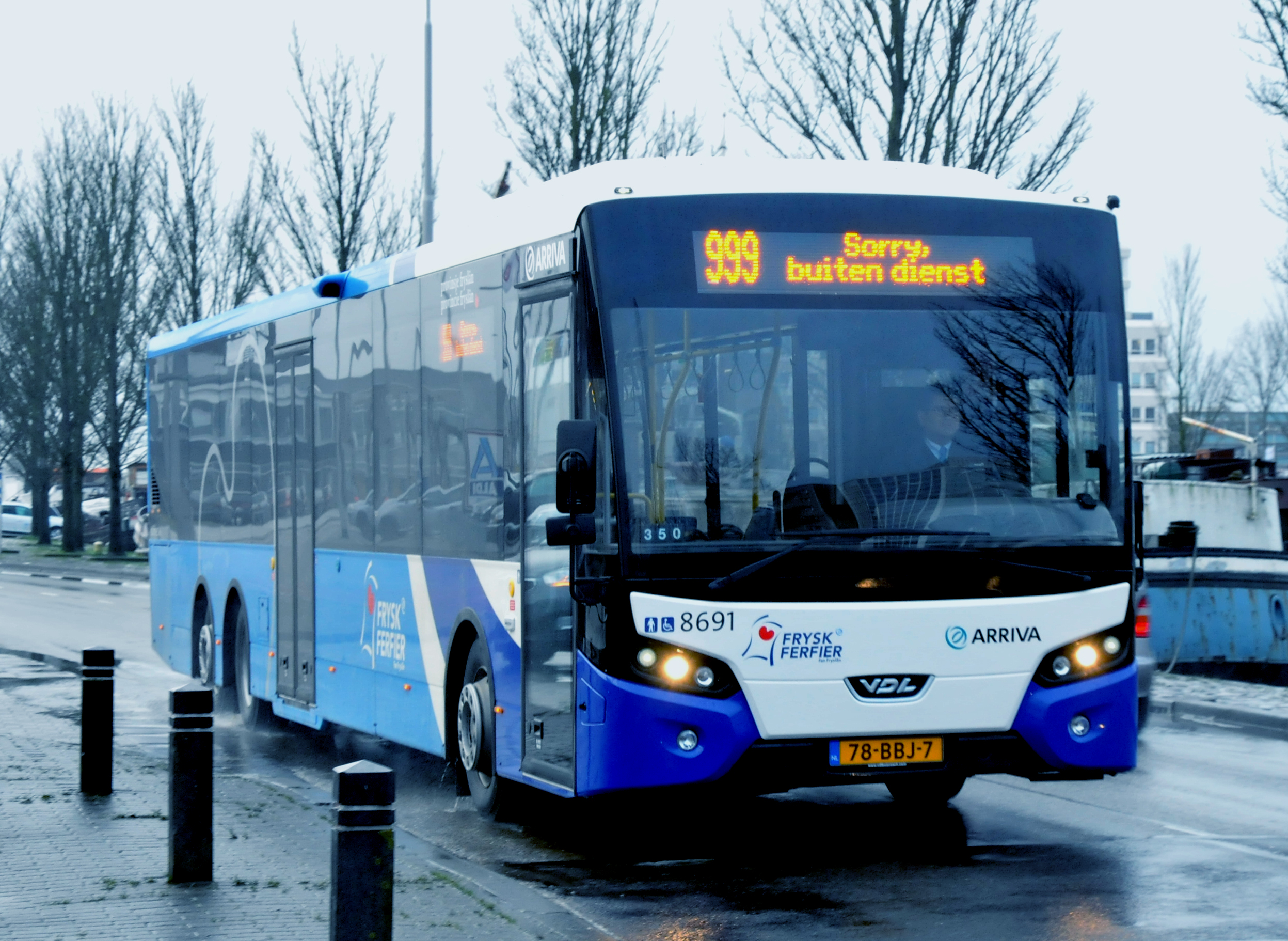
VDL Citea XLE-145
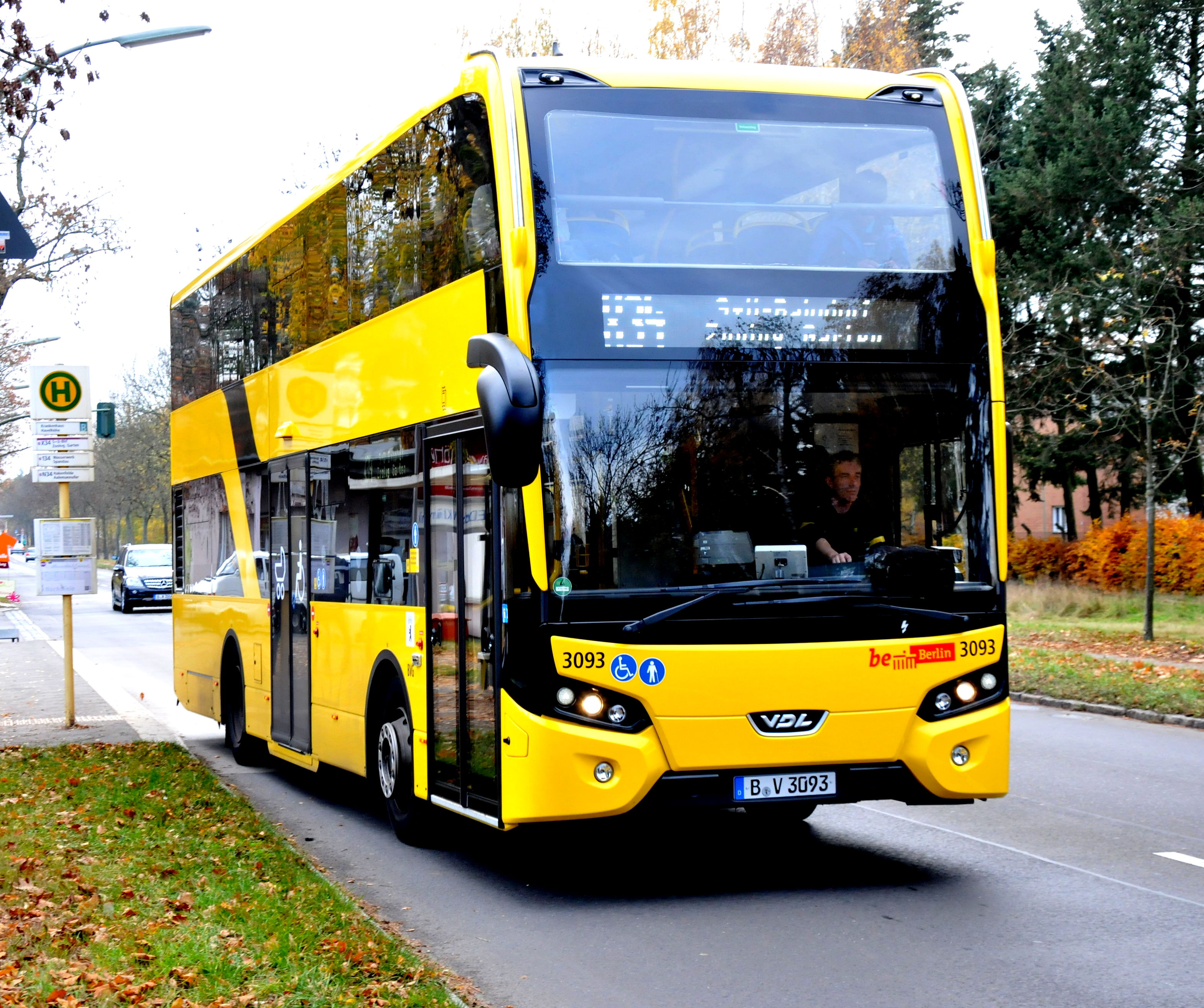
VDL Citea DLF-114
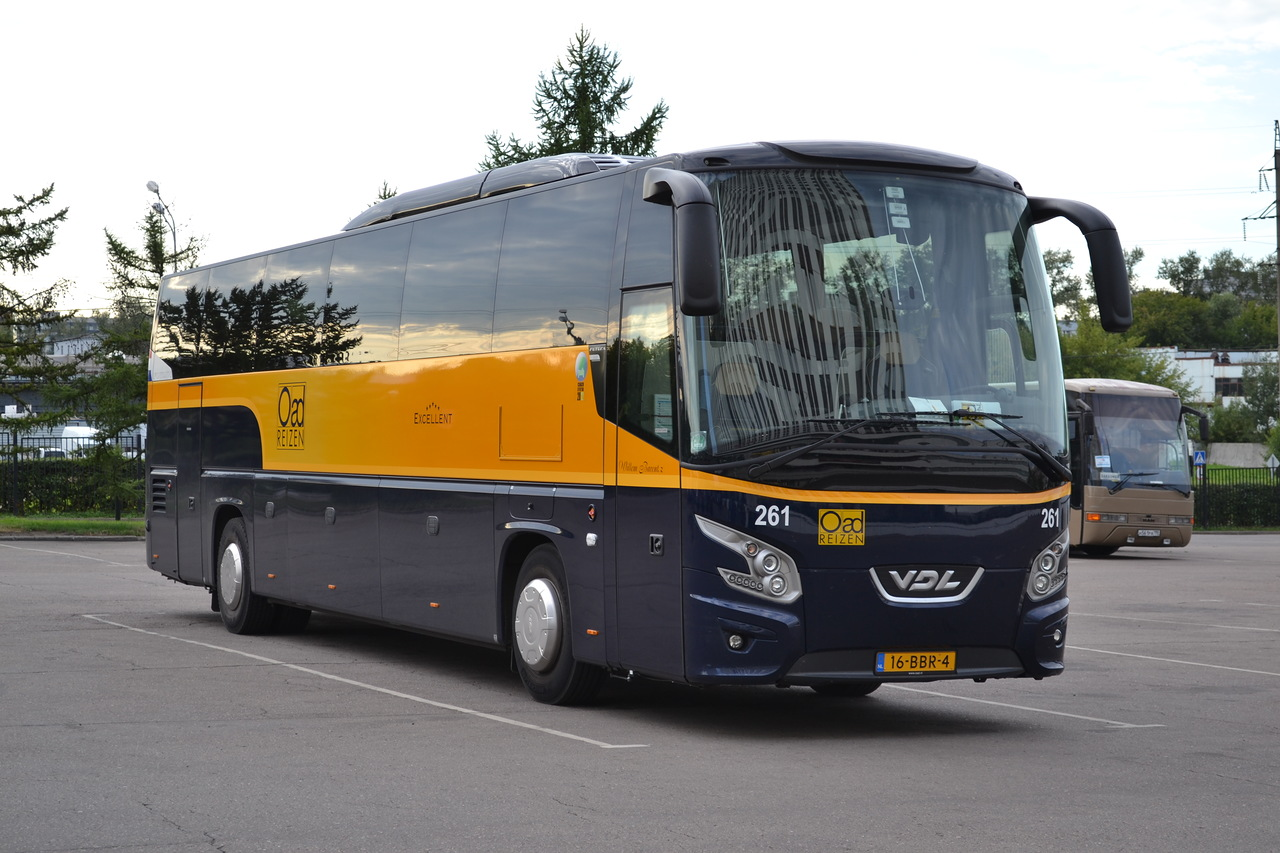
VDL Futura FHD2-122
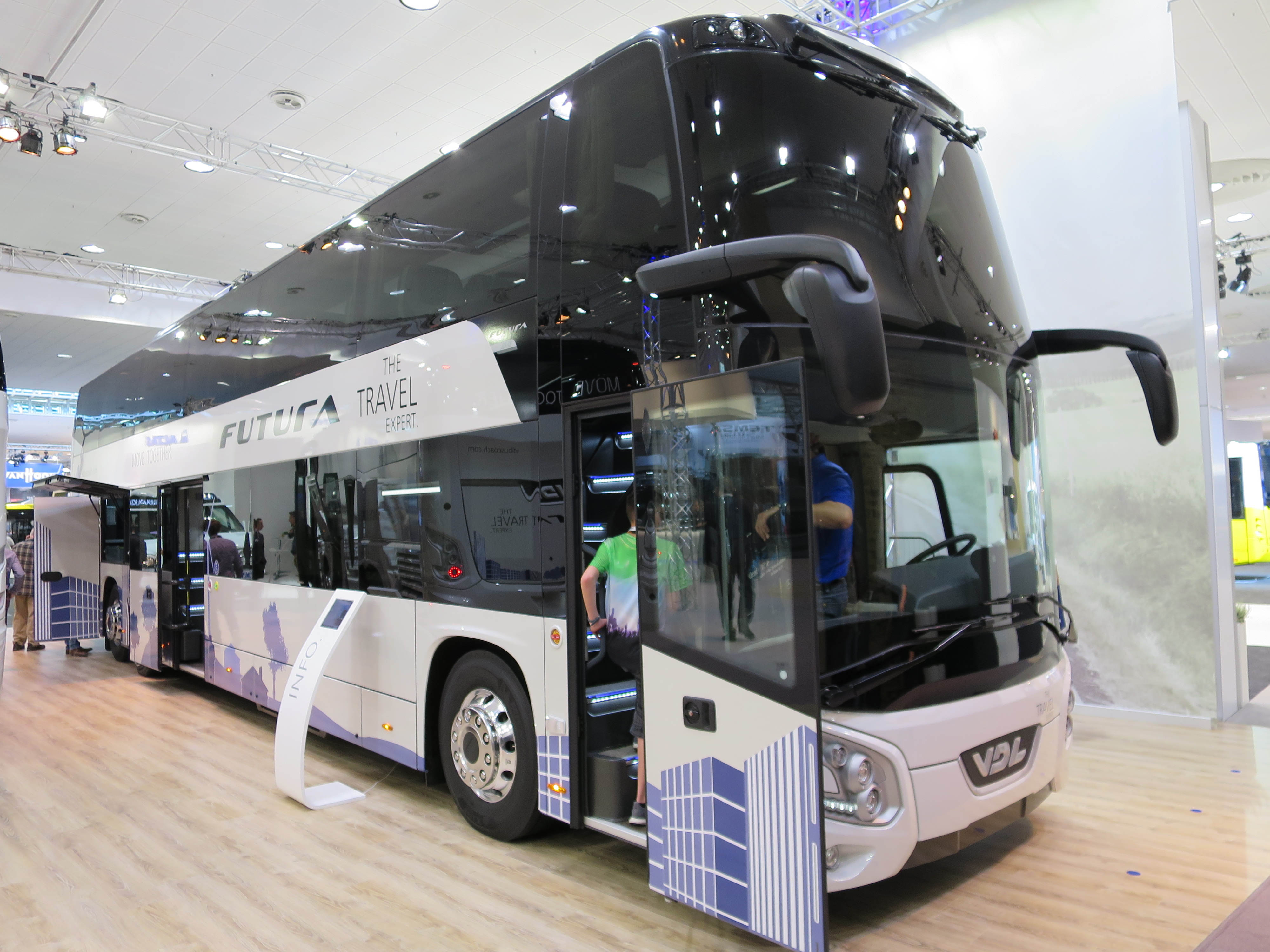
VDL Futura FDD2-141
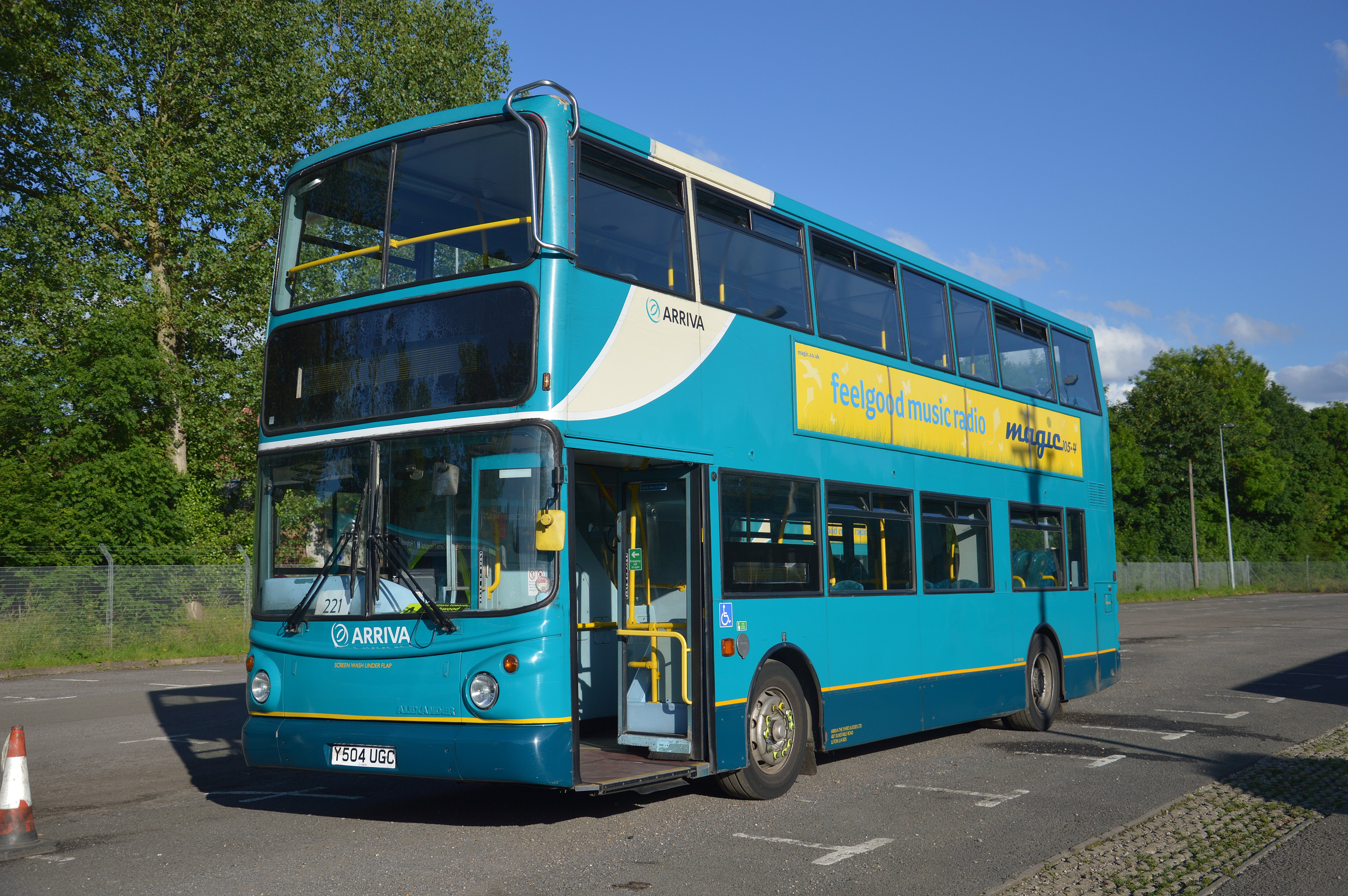
Alexander ALX400 на базе DAF DB250LF
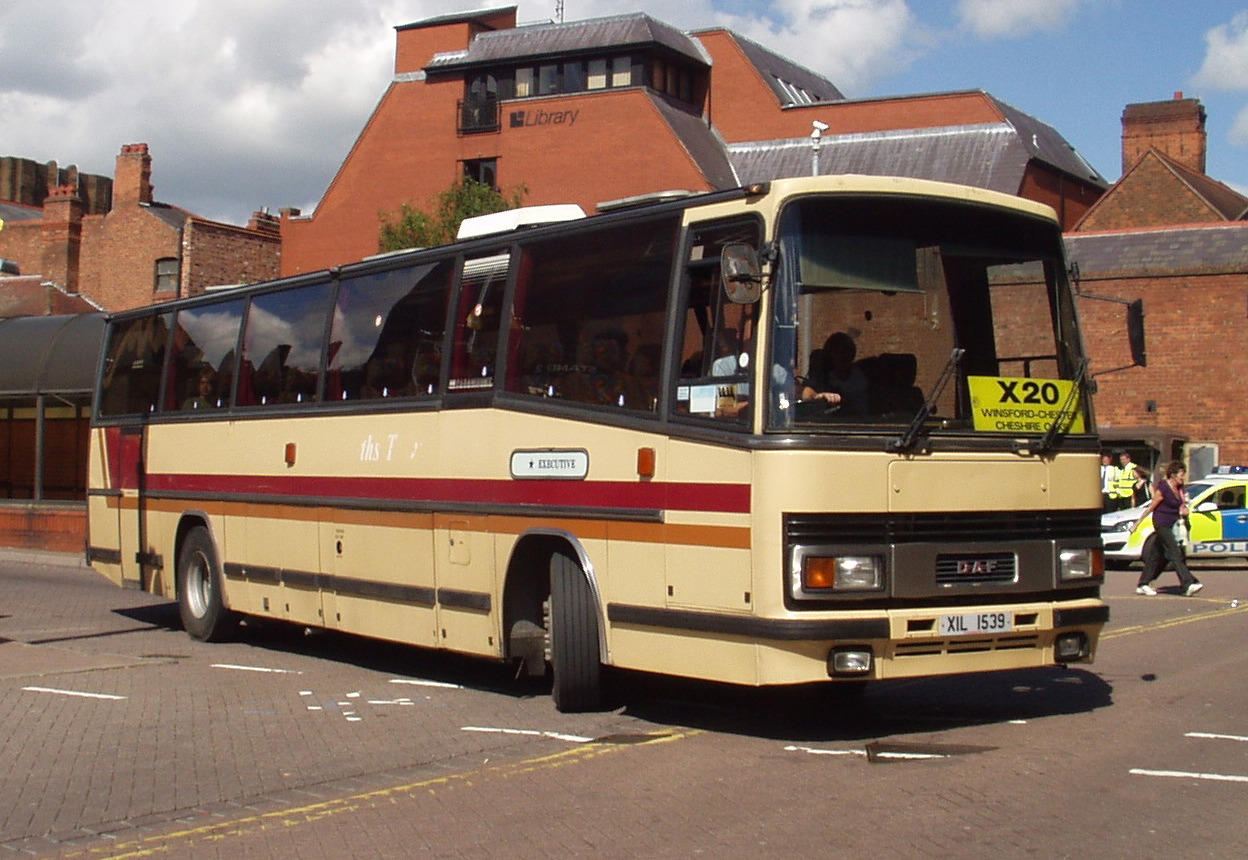
DAF MB200
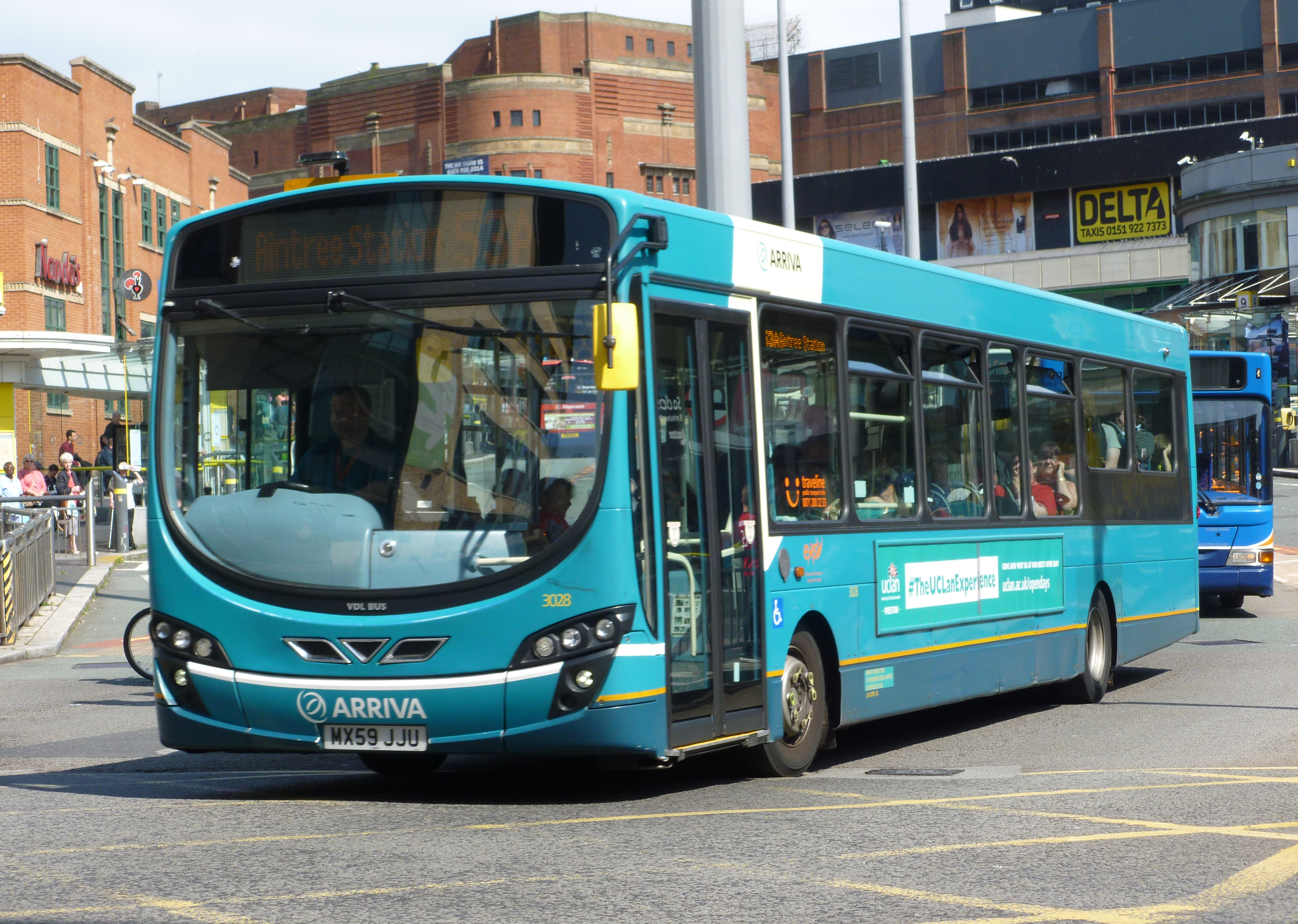
Wright Pulsar на базе VDL SB200